# Grąbczyn
Grąbczyn (niem.: Grumsdorf) – wieś w Polsce położona w województwie zachodniopomorskim, w powiecie szczecineckim, w gminie Szczecinek.
Pierwsze wzmianki o miejscowości pochodzą z około XV wieku. 
W Grąbczynie został nagrany film pt. Jest sprawa... w reżyserii Olafa Lubaszenki.
Nakręcono tam także Skarb sekretarza – serial komediowy produkcji polskiej z 2000 roku w reżyserii Olafa Lubaszenki. 

## Zabytki
- park pałacowy, pozostałość po  pałacu[3].